# La Tête dans les nuages (album de Jul)
Pour les articles homonymes, voir La Tête dans les nuages.
Albums de Jul
Je ne me vois pas briller
(2017) Inspi d'ailleurs
(2018)
Singles
1. Mauvaise journée
Sortie : 21 novembre 2017
2. La tête dans les nuages
Sortie : 1er décembre 2017
3. Amigo & Henrico
Sortie : 4 janvier 2018
4. Délicieuse
Sortie : 5 janvier 2018
5. Temps d'avant
Sortie : 12 janvier 2018

La Tête dans les nuages est le huitième album studio du rappeur français Jul sorti le 1er décembre 2017 via le label D'or et de Platine.

## Historique
Trois mois après son Album Gratuit Vol. 4, Jul dévoile cet opus. L'album La Tête dans les nuages sort le 1er décembre 2017, le même jour que l'album Trône de Booba. Après sa sortie, Jul décide de faire une pause dans ses sorties d'albums afin de produire un jeune rappeur de sa cité nommé Moubarak.
L'album est certifié disque de platine moins d'un mois après sa sortie. Il devient double disque de platine en mars 2018, puis triple disque de platine en août 2022.

## Clips vidéo
- Mauvaise journée : 21 novembre 2017
- La tête dans les nuages : 1er décembre 2017
- Amigo : 4 janvier 2018
- Henrico : 4 janvier 2018
- Délicieuse : 5 janvier 2018
- Temps d'avant : 12 janvier 2018

## Liste des titres
| No  | Titre                                                 | Durée |
| --- | ----------------------------------------------------- | ----- |
| 1.  | Amigo                                                 | 2:55  |
| 2.  | Henrico                                               | 3:16  |
| 3.  | Délicieuse                                            | 4:04  |
| 4.  | Tu mentiras                                           | 3:40  |
| 5.  | La tête dans les nuages                               | 3:43  |
| 6.  | Ou lalala                                             | 3:36  |
| 7.  | Je vais t'oublier (avec Marwa Loud)                   | 2:54  |
| 8.  | Je traîne seul                                        | 3:57  |
| 9.  | Comme les gens d'ici                                  | 3:10  |
| 10. | Fratellu                                              | 3:54  |
| 11. | Madame (avec Le Rat Luciano)                          | 4:01  |
| 12. | Le jaloux                                             | 4:27  |
| 13. | Je ne vous oublie pas                                 | 4:42  |
| 14. | Je ne veux pas partir                                 | 4:11  |
| 15. | Samantha (avec Hors Ligne, Ger, Moubarak et Norey Fz) | 4:17  |
| 16. | Facilement                                            | 3:21  |
| 17. | Comme un fou                                          | 3:16  |
| 18. | Mauvaise journée                                      | 4:25  |
| 19. | Temps d'avant                                         | 5:41  |

## Titres certifiés
- Amigo  Or[6]
- Henrico  Platine[7]
- Délicieuse  Platine[8]
- La tête dans les nuages  Or[9]
- Je vais t'oublier (avec Marwa Loud)  Platine[10]
- Comme les gens d'ici  Platine[11]
- Madame (avec Le Rat Luciano)  Or [12]

## Classements
| Classement (2017)            | Meilleure position |
| ---------------------------- | ------------------ |
| Belgique (Wallonie Ultratop) | 21                 |
| France (SNEP)                | 3                  |
| Suisse (Schweizer Hitparade) | 51                 |

## Ventes et certifications
| Région                                                                                                 | Certification | Ventes/Streams |
| --- | ------------- | -------------- |
| France (SNEP)                                                                                          | 3 × Platine   | 300 000*       |
| *Ventes selon la certification ^Mise en rayon selon la certification xNon précisé par la certification |               |                |